# Kennemerstrand
Het Kennemerstrand is een natuurgebied langs de kust bij IJmuiden, Noord-Holland in het uiterste noordwesten van Nationaal Park Zuid-Kennemerland.

## Geschiedenis
Het strand is ontstaan nadat in de ´jaren '60 de pieren van het Noordzeekanaal werden verlengd. Door de verlenging van de pieren en de veranderde zeestroming ontstond een strandvlakte met een breedte van 1 km. Op deze zandvlakte ontstonden op natuurlijke wijze jonge duinen die vervolgens begroeid raakten.
De gemeente Velsen maakte gebruik van dit nieuw aangewonnen land door er o.a. een boulevard, hotels en een jachthaven te bouwen.
Ter compensatie voor het verlies aan natuur werd in de zuidelijke punt van het gebied een slufter gecreëerd waardoor bij springtij het zeewater het gebied binnenstroomde. Door de vorming van duinen is het gebied thans echter afgesloten van de zee. Daarnaast werd er langs de vloedlijn een duinenrij aangelegd om het gebied erachter te beschermen tegen het wassende water. Het zand voor die duinen werd gewonnen uit een zuigput waardoor het Kennemermeer is ontstaan.

## Kenmerken
Het gebied heeft een totale oppervlakte van ca. 250 ha en is een van de weinige locaties in Nederland met primaire duinvorming. Het beheer is in handen van een consortium van Natuurmonumenten, Stichting Duinbehoud en de Koninklijke Nederlandse Natuurhistorische Vereniging (werkgroep Vrienden van het Kennemerstrand).